# 앱 스토어
앱 스토어(영어: app store), 앱 마켓플레이스, 앱 카탈로그는 일반적으로 모바일 컴퓨팅 환경에서 애플리케이션이라고 불리는 컴퓨터 소프트웨어를 위한 디지털 배급 플랫폼의 일종이다. 앱은 특정 기능 집합을 제공하며, 정의상 컴퓨터 자체를 실행하는 기능을 포함하지 않는다. 개인용 컴퓨터용으로 개발된 복잡한 소프트웨어는 기기의 제약에 최적화된 해당 모바일 앱을 가질 수 있다. 오늘날 앱은 일반적으로 현대의 iOS, iPadOS, 윈도우 폰 또는 안드로이드와 같은 특정 모바일 운영체제에서 실행되도록 설계되지만, 과거에는 이동통신사가 앱 및 관련 미디어 콘텐츠를 위한 자체 포털을 가지고 있었다.
앱 스토어는 패키지 관리자의 제한적이고 상업적인 버전으로 생각할 수 있지만, 앱 스토어는 앱 검색, 사용자 리뷰, 보안 심사, 라이선스 시행 및 결제 시스템의 원활한 통합과 같은 추가 서비스를 제공한다. 종속성 관리 및 시스템 통합을 우선시하는 기존 패키지 관리자와 달리, 앱 스토어는 사용성, 수익 창출 및 큐레이션된 사용자 경험에 중점을 둔다.

## 기본 개념
앱 스토어는 전자적으로 판매되는 소프트웨어 타이틀 또는 기타 미디어를 검색하고 검토할 수 있도록 고안된 모든 디지털 상점이다. 중요한 점은 애플리케이션 상점 자체적으로 소프트웨어 애플리케이션 또는 기타 디지털 미디어의 전자적 구매, 암호 해독 및 설치를 자동화하는 안전하고 균일한 경험을 제공한다는 것이다.
앱 스토어는 일반적으로 앱이 제공하는 기능(게임, 멀티미디어 또는 생산성 포함), 앱이 설계된 장치, 앱이 실행될 운영 체제를 기반으로 제공하는 앱을 정리한다.
앱 스토어는 일반적으로 온라인 상점 형태로 제공되며, 사용자는 다양한 앱 카테고리를 탐색하고, 각 앱에 대한 정보(리뷰 또는 평가 등)를 확인하고, 앱을 획득할 수 있다(필요한 경우 앱 구매 포함 - 많은 앱이 무료로 제공됨). 선택된 앱은 자동 다운로드로 제공되며, 그 후 앱이 설치된다. 일부 앱 스토어는 악성 소프트웨어로부터 사용자를 보호하기 위해 특정 조건에서 장치에서 설치된 프로그램을 자동으로 제거하는 시스템을 포함할 수도 있다.
앱 스토어는 일반적으로 사용자가 리뷰와 평점을 제공할 수 있는 방법을 제공한다. 이러한 리뷰는 다른 사용자, 개발자 및 앱 스토어 소유자에게 유용하다. 사용자는 평점을 기반으로 최고의 앱을 선택할 수 있으며, 개발자는 어떤 기능이 칭찬받거나 싫어하는지에 대한 피드백을 얻을 수 있으며, 마지막으로 앱 스토어 소유자는 데이터 마이닝 기술로 리뷰를 자동 분석하여 나쁜 앱과 악의적인 개발자를 감지할 수 있다.
많은 앱 스토어는 소유자가 큐레이션하며, 잠재적인 앱 제출이 승인 절차를 거쳐야 한다. 이러한 앱은 특정 지침(예: 품질 관리 및 검열 지침)을 준수하는지 검사하며, 유료 앱 판매 시 수수료가 부과되는 요건을 포함한다. 일부 앱 스토어는 개발자에게 설치 수, 현장 문제(지연, 충돌 등)에 대한 피드백을 제공한다.

## 역사

### 선구자
1980년대 초반에는 마이크로넷 800(1983)과 같은 상업용 전자 게시판 서비스가 등장하여 등록된 구독자가 Acorn, Apple, Commodore, Dragon, IBM, RML, Sinclair, Tandy와 같은 제조업체가 제공하는 다양한 독점 운영 체제용 소프트웨어를 탐색, 구매 및 다운로드할 수 있도록 허용했다. 일부 프로그램은 월간 구독료에 포함되어 사용자는 다운로드에 대한 분당 연결/데이터 요금만 지불했으며, 다른 프로그램은 사용자가 구매당 추가로 청구되었다.
Electronic AppWrapper는 암호화를 공동으로 관리하고 앱 및 디지털 미디어에 대한 디지털 권한을 제공한 최초의 상업용 전자 소프트웨어 배포 카탈로그였다 (문제 #3은 스티브 잡스에게 NeXTWorld EXPO에서 시연된 원래 앱 스토어였다). NeXTWORLD Magazine의 선임 편집자였던 심슨 가핀켈은 공식 리뷰에서 Electronic AppWrapper에 4와 3/4 큐브(5개 중)를 평가했다. Paget의 Electronic AppWrapper는 1993년 1월에 매우 경쟁이 치열한 InVision Multimedia '93 시상식의 최종 후보에 올랐고 1993년 5월 NeXTWORLD Expo에서 콘텐츠 및 정보 부문 최우수상을 수상했다.

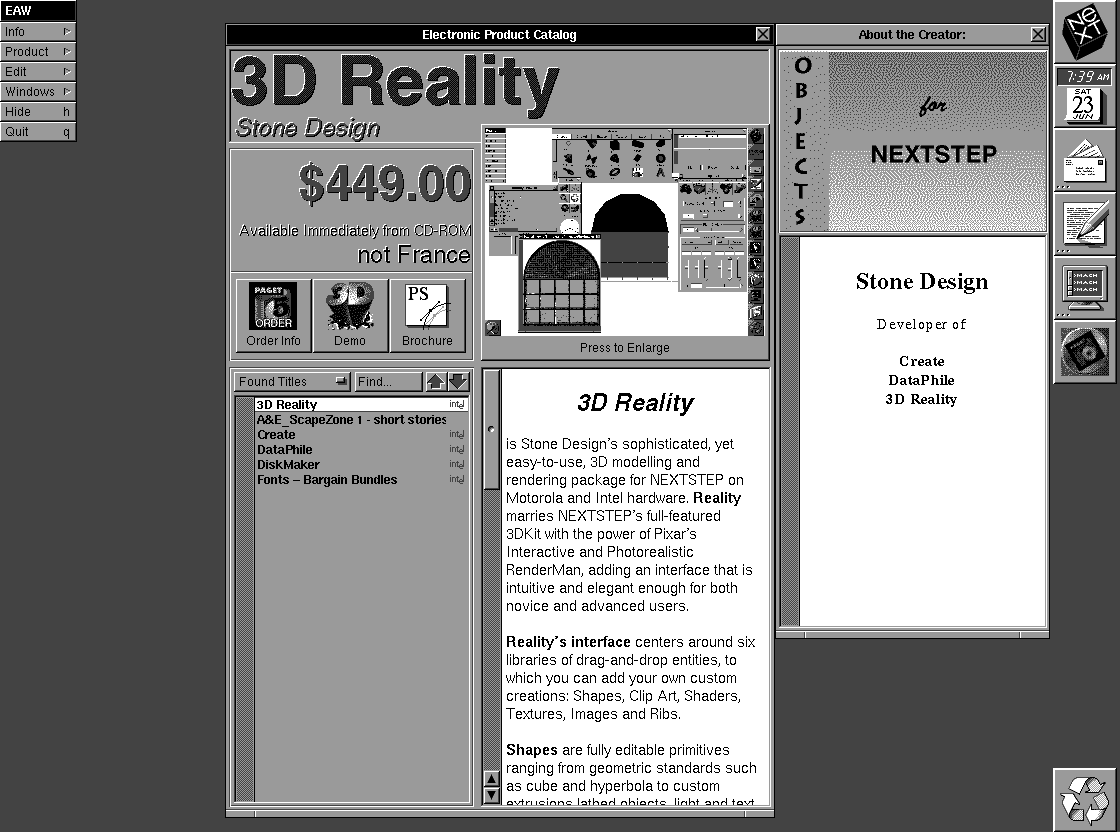
최초의 앱 스토어인 Electronic AppWrapper에서 실행되는 Stone Design의 3DReality 스크린샷

1992년에 처음 출시된 Electronic AppWrapper 이전에 사람들은 플로피 디스크나 CD-ROM을 통해 배포되는 소프트웨어에 익숙했으며, 웹 브라우저나 명령줄 도구를 사용하여 소프트웨어를 다운로드할 수도 있었다.
많은 리눅스 배포판 및 기타 유닉스 계열 시스템은 패키지 관리자라고 하는 도구를 제공한다. 패키지 관리자는 재정 거래가 없으며 앱 수준 소프트웨어로 제한되지 않는다. 패키지 관리자를 통해 사용자는 운영 체제 구성 요소와 타사 소프트웨어 모두를 포함하여 시스템에 설치된 소프트웨어를 자동으로 관리할 수 있다. 이는 종종 명령줄 도구를 사용하여 수행되지만, 일부 패키지 관리자는 사용 가능한 패키지를 탐색하고 작업을 수행하는 데 사용할 수 있는 그래픽 프런트엔드 소프트웨어(시냅틱과 같이 APT의 프런트엔드로 자주 사용됨)를 가지고 있다. 새로운 소프트웨어(및 올바른 작동에 필요한 기타 패키지(종속성이라고 함))는 로컬 또는 원격 웹 미러에서 검색하여 단일 프로세스로 자동으로 설치할 수 있다.
패키지 관리자는 앱스토어보다 먼저 존재한다. 1990년대 중반, 패키지 관리자는 자동화된 종속성 해결 및 업데이트를 개발했다. 이미 프로그램 파일을 추적하고 패키지를 깔끔하게 제거했다. 일부 앱 스토어도 이러한 기능을 개발했다.
패키지 관리자는 대부분의 FOSS 운영 체제에서 앱 수준 패키지뿐만 아니라 모든 소프트웨어 패키지에 사용된다. 유닉스 계열 운영 체제의 주목할 만한 패키지 관리자로는 FreeBSD Ports(1994), pkgsrc(1997), 데비안의 APT(1998), YUM, 그리고 젠투의 포티지(대부분의 패키지 관리자와 달리 실행 파일 대신 자동으로 컴파일되는 소스 코드가 포함된 패키지를 배포함)가 있다.
1996년, SUSE 리눅스 배포판은 자체 소프트웨어 패키지용으로 YaST를 프런트엔드로 가졌다. 맨드리바 리눅스는 Rpmdrake라는 GUI 프런트엔드를 가진 urpmi를 가지고 있다. 페도라 리눅스와 레드햇 엔터프라이즈 리눅스는 2003년에 YUP(레드햇 리눅스용 듀크 대학교에서 개발됨)의 후속으로 YUM을 가졌다.
1997년, BeOS용 타사 앱 스토어이자 패키지 관리자(Software Valet)인 BeDepot이 출시되어 2001년까지 운영되었다. 이 앱은 결국 Be사에 인수되었다. BeDepot은 상업용 앱과 무료 앱 모두를 허용했으며 업데이트도 처리했다.
1998년, Information Technologies India Ltd (ITIL)는 모바일 및 휴대용 장치 전용 웹 기반 앱 스토어인 Palmix를 출시했다. Palmix는 당시 세 가지 주요 PDA 플랫폼인 Palm OS 기반 Palm Pilot, Windows CE 기반 장치, Psion Epoc 휴대용 장치용 앱을 판매했다.
1999년, NTT 도코모는 일본의 휴대전화 문화에서 전국적인 인기를 얻은 모바일 폰용 최초의 통합 온라인 앱 스토어인 i-모드를 출시했다. 도코모는 수익 공유 비즈니스 모델을 사용하여 콘텐츠 제작자와 앱 제공자가 최대 91%의 수익을 유지할 수 있도록 했다. 일본 이외의 다른 통신사들도 2002년에 보다폰 라이브!와 같이 자체 포털을 만들었다. 이때 휴대폰 제조업체 노키아도 클럽 노키아를 통해 통신사 없는 다운로드 가능한 콘텐츠를 도입했다.
2001년 12월, 스프린트 PCS는 당시 새로운 3G 무선 네트워크를 위한 Ringers & More Wireless Download Service를 출시했다. 이를 통해 스프린트 PCS 휴대폰 네트워크 가입자는 벨소리, 배경화면, J2ME 애플리케이션, 그리고 나중에는 전체 음악 트랙을 특정 휴대폰으로 다운로드할 수 있었다. 사용자 인터페이스는 데스크톱 컴퓨터의 웹 브라우저를 통해 작동했으며, 핸드셋을 통해서도 사용할 수 있는 버전이 있었다.
2002년, 상업용 리눅스 배포판 린스파이어(당시에는 MP3.com의 설립자인 마이클 로버트슨이 설립한 LindowsOS로 알려짐)는 Click'N'Run(CNR)이라는 앱 스토어를 도입했다. 연간 구독료를 지불하면 사용자는 CNR 소프트웨어를 통해 무료 및 유료 앱을 원클릭으로 설치할 수 있었다. 독 서얼즈는 CNR의 사용 편의성이 데스크톱 리눅스를 실현 가능하게 만드는 데 도움이 될 수 있다고 믿었다.

### 스마트폰 앱 스토어
2003년 9월, 데인저는 T-Mobile Sidekick 장치용 무선 업데이트를 출시했으며, 여기에는 Download Fun이라는 새로운 카탈로그 애플리케이션이 포함되었으며, 이는 카탈로그 또는 프리미엄 다운로드 관리자(PDM)로도 알려져 있다. 이는 오늘날 다른 앱 스토어에서 볼 수 있는 것과 유사한 프레임워크를 가진 스마트폰의 최초의 현대적인 앱 스토어 중 하나였다. Download Fun 카탈로그를 통해 사용자는 벨소리와 애플리케이션을 장치로 직접 다운로드하고 무선 통신사를 통해 요금을 청구할 수 있었다. 타사 개발자는 Danger의 무료 SDK를 사용하여 네이티브 자바 기반 애플리케이션을 개발하고 카탈로그에 배포할 수 있었다.
2003년 10월, Handango는 Sony Ericsson P800 및 P900 장치용 소프트웨어를 찾고 설치하고 구매하기 위한 온디바이스 앱 스토어를 도입했다. 앱 다운로드 및 구매는 장치에서 직접 완료되므로 컴퓨터와 동기화할 필요가 없다. 모든 앱에 대한 설명, 평가 및 스크린샷이 제공된다.
2006년, 노키아는 심비안 스마트폰용으로 노키아 카탈로그 (나중에 Nokia Download!로 알려짐)를 출시했으며, 이는 다운로드 가능한 앱에 접근할 수 있게 했다. 처음에는 Handango나 Jamba!와 같은 제3자를 통해서였지만 2006년 중반부터 노키아는 노키아 콘텐츠 디스커버러를 통해 자체 콘텐츠를 제공했다.
애플은 2008년 7월 아이폰용 iPhone OS 2.0을 App Store와 함께 출시하여 플랫폼에 타사 앱 개발 및 배포를 공식적으로 도입했다. 이 서비스를 통해 사용자는 장치의 앱 스토어 또는 아이튠즈 데스크톱 소프트웨어의 아이튠즈 스토어를 통해 장치용 새 앱을 구매하고 다운로드할 수 있다. 애플은 앱 스토어를 운영하는 방식에 대해 일부 비판을 받았지만, 회사에 큰 재정적 성공을 가져다주었다. 애플 앱 스토어의 인기는 "앱 스토어"라는 일반적인 용어의 부상과 경쟁 모바일 운영 체제의 동등한 마켓플레이스 도입으로 이어졌다. 안드로이드 마켓(나중에 구글 플레이로 이름 변경)은 2008년 9월 최초의 안드로이드 스마트폰(HTC 드림) 출시와 함께 출시되었으며, 블랙베리의 앱 월드는 2009년 4월에 출시되었으며, 노키아의 Ovi Store, 마이크로소프트의 Windows Marketplace for Mobile, Palm의 앱 카탈로그(App Catalog) 및 삼성의 삼성 앱스가 모두 그해에 출시되었다.

### 기타 앱 스토어
인기 있는 리눅스 배포판 우분투(데비안 기반)는 버전 9.10에서 시냅틱을 대체할 우분투 소프트웨어 센터라는 자체 그래픽 소프트웨어 관리자를 도입했다. 2010년 10월에 출시된 우분투 10.10에서 소프트웨어 센터는 기존 저장소의 소프트웨어만 제공하는 것을 넘어 특정 앱을 구매하는 기능까지 확장되었다(출시 시점에는 Fluendo의 라이선스 DVD 코덱으로 제한됨).

## "App Store" 상표
그 인기 때문에 "앱 스토어"(Electronic AppWrapper에 의해 처음 사용되고 나중에 애플의 앱 스토어에 의해 대중화됨)라는 용어는 유사한 성격의 다른 배포 플랫폼을 지칭하는 보통명칭화로 자주 사용되었다. 애플은 이 문구에 대한 상표권을 주장하며 2008년에 "App Store"에 대한 상표 등록을 신청했다. 2011년, 애플은 아마존 (기업)|아마존닷컴(안드로이드 기반 장치용 아마존 앱스토어를 운영)과 GetJar(2004년부터 서비스를 제공)를 상대로 "앱 스토어"라는 용어를 자신들의 서비스에 사용하는 것과 관련하여 상표권 침해 및 허위 광고로 소송을 제기했다. 마이크로소프트는 이 이름이 이미 일반적인 용어라고 간주하여 애플의 상표 등록 시도에 대해 여러 차례 이의를 제기했다.
2013년 1월, 미국 연방지방법원은 아마존에 대한 애플의 상표권 주장을 기각했다. 판사는 애플이 아마존이 "애플의 사이트나 광고를 모방하려 했다"거나 "대중이 애플 앱 스토어 및 애플 제품에서 기대하게 된 특성과 품질을 서비스가 가지고 있다"고 전달했다는 증거를 제시하지 못했다고 판결했다. 2013년 7월, 애플은 소송을 취하했다.

## 같이 보기
- 소프트웨어 저장소
- 전자 상거래
- 비디오 게임의 디지털 배급
- 모바일 운영체제 비교
- 앱 스토어 최적화
- 안드로이드 앱 스토어 목록
- 모바일 앱 배급 플랫폼 목록
  - 앱 스토어 (iOS/iPadOS), iOS 앱 승인
  - 시디아
  - 구글 플레이
  - 아마존 앱스토어
  - Aptoide
  - Cafe Bazaar
  - F-Droid
  - GetJar
  - 화웨이 앱갤러리
  - Itch.io
  - Opera Mobile Store
  - MiKandi
  - XDA 랩스
  - 마이크로소프트 스토어
- 데스크톱 소프트웨어 배급 플랫폼
  - AppStream
  - 크롬 웹 스토어
  - 그놈 소프트웨어
  - 맥 앱 스토어, Apple TV App Store
  - 마이크로소프트 스토어
  - Setapp
  - 스팀
  - 시냅틱